# 日本国憲法第99条
日本国憲法 第99条（にほんこく（にっぽんこく）けんぽう だい99じょう）は、日本国憲法の第10章にある条文で、天皇（又は摂政）と全ての公務員が憲法を尊重し擁護する義務があることについて規定している。

## 沿革

### 大日本帝国憲法
東京法律研究会 p.4

（上諭）朕カ在廷ノ大臣ハ朕カ爲ニ此ノ憲法ヲ施行スルノ責ニ任スヘク朕カ現在及將來ノ臣民ハ此ノ憲法ニ對シ永遠ニ從順ノ義務ヲ負フヘシ

### 憲法改正要綱
なし。

### GHQ草案
「GHQ草案」、国立国会図書館「日本国憲法の誕生」。

#### 日本語
第九十一条
皇帝皇位ニ即キタルトキ並ニ摂政、国務大臣、国会議員、司法府員及其ノ他ノ一切ノ公務員其ノ官職ニ就キタルトキハ、此ノ憲法ヲ尊重擁護スル義務ヲ負フ
此ノ憲法ノ効力発生スル時ニ於テ官職ニ在ル一切ノ公務員ハ右ト同様ノ義務ヲ負フヘク其ノ後任者ノ選挙又ハ任命セラルルマテ官職ニ止マルヘシ

#### 英語
Article XCI.
The Emperor, upon succeeding to the Throne, and the Regent, Ministers of State, Members of the Diet, Members of the Judiciary and all other public officers upon assuming office, shall be bound to uphold and protect this Constitution.
All public officials duly holding office when this Constitution takes effect shall likewise be so bound and shall remain in office until their successors are elected or appointed.

### 憲法改正草案要綱
「憲法改正草案要綱」、国立国会図書館「日本国憲法の誕生」。

第九十四
此ノ憲法ノ日本国民ニ保障スル基本的人権ハ人類ノ多年ニ亙ル自由獲得ノ努力ノ成果ニシテ、此等ノ権利ハ過去幾多ノ試錬ニ堪へ現在及将来ノ国民ニ対シ永劫不磨ノモノトシテ賦与セラレタルモノトスルコト
天皇又ハ摂政及国務大臣、両議院ノ議員、裁判官其ノ他ノ公務員ハ此ノ憲法ヲ尊重擁護スルノ義務ヲ負フコト

### 憲法改正草案
「憲法改正草案」、国立国会図書館「日本国憲法の誕生」。

第九十五条天皇又は摂政及び国務大臣、国会議員、裁判官その他の公務員は、この憲法を尊重し擁護する義務を負ふ。

## 解説
天皇・摂政、公務員全てが、日本国憲法に遵い、守り、擁護しなければならないと定めている。政治に携わる者達に、憲法を守り、さらに「憲法違反行為を予防し、これに抵抗」する絶対義務を課したものである。
この規定が、内閣総理大臣及び国務大臣が、日本国憲法改正について言及することを禁じる趣旨かどうかについて議論がある。学者の中には内閣総理大臣や国務大臣が日本国憲法改正について言及することを禁止しているとする立場を取る者もいる。例えば、戒能通孝は「内閣総理大臣以下の各国務大臣は、いずれも憲法自身によって任命された行政官でありますから、従って憲法を擁護すべきところの法律上の義務が、憲法自身によって課せられている」と述べている。一方で、宍戸常寿は衆議院憲法審査会において「総理大臣であるところの与党党首であられる方が憲法改正をしかるべき場でしかるべきやり方でおっしゃるということは、これは一般的に私は憲法尊重擁護義務に反しない」としてそうした見解を否定。また西修のように、公務員は職務を遂行するにあたり、日本国憲法に問題点があると認識した場合に、その問題点を広く国民に問いかけることを禁止していないとする見解もある。
法律では、裁判官及び一部の公務員について、「日本国憲法又はその下に成立した政府を暴力で破壊することを主張する政党その他の団体を結成し、又はこれに加入した者」を欠格条項とする規定が存在し、また公務員は就任の際に『服務の宣誓』中で、憲法に遵い守ると宣言することが法令等で規定されているが、これは本条文が根拠となっている。
なお、ドイツの憲法である基本法では、ドイツ国民に憲法擁護義務（戦う民主主義）を課しており、日本国憲法でも制定者である国民に憲法尊重擁護義務があるのは当然としている。日本国憲法審議録・99条を見ると当時政府の憲法担当大臣の説明だと国民より国家機関に携わるものはよりこの憲法を遵守しないといけないと答弁し、あえて明記はしなくても当然のことと説明。それを元に採決がされ制定されている。

## 関連条文
- 日本国憲法第97条
- 日本国憲法第98条